# Liste der Stolpersteine in Annweiler
Die Liste der Stolpersteine in Annweiler am Trifels enthält die Stolpersteine, welche von Gunter Demnig in Annweiler am Trifels am 12. Oktober 2015 verlegt wurden. Sie sollen an die Opfer des Nationalsozialismus erinnern, die in Annweiler ihren letzten bekannten Wohnsitz hatten, bevor sie deportiert, ermordet, vertrieben oder in den Suizid getrieben wurden.
Hinweis: Die Liste ist sortierbar. Durch Anklicken eines Spaltenkopfes wird die Liste nach dieser Spalte sortiert, zweimaliges Anklicken kehrt die Sortierung um. Durch das Anklicken zweier Spalten hintereinander lässt sich jede gewünschte Kombination erzielen.

## Liste der Stolpersteine
| Adresse                 | Person                                 | Inschrift | Bild |
| ----------------------- | -------------------------------------- | --- | --- |
| Saarlandstraße 6 ·      | Hermann David Jg. 1889                 | „Schutzhaft“ 1938 Dachau Deportiert 1942 Ermordet im besetzten Polen                                                       | Bild gesucht Die Wikipedia wünscht sich an dieser Stelle ein Bild vom Ort mit diesen Koordinaten 49.204325 7.962751 . Motiv: Stolpersteine Saarlandstraße 6, Annweiler Falls du dabei helfen möchtest, erklärt die Anleitung , wie das geht. BW       |
| Saarlandstraße 6 ·      | Rudi David Jg. 1924                    | „Schutzhaft“ 1938 Dachau Deportiert 1942 Piaski Ermordet                                                                   | Bild gesucht Die Wikipedia wünscht sich an dieser Stelle ein Bild vom Ort mit diesen Koordinaten 49.204325 7.962751 . Motiv: Stolpersteine Saarlandstraße 6, Annweiler Falls du dabei helfen möchtest, erklärt die Anleitung , wie das geht. BW       |
| Saarlandstraße 6 ·      | Arnold David Jg. 1922                  | Kindertransport 1938 USA                                                                                                   | Bild gesucht Die Wikipedia wünscht sich an dieser Stelle ein Bild vom Ort mit diesen Koordinaten 49.204325 7.962751 . Motiv: Stolpersteine Saarlandstraße 6, Annweiler Falls du dabei helfen möchtest, erklärt die Anleitung , wie das geht. BW       |
| Hauptstraße 14 ·        | Hedwig Michel geb. Kaufmann Jg. 1881   | Deportiert 1941 Minsk Ermordet                                                                                             | Bild gesucht Die Wikipedia wünscht sich an dieser Stelle ein Bild vom Ort mit diesen Koordinaten 49.203543 7.962274 . Motiv: Stolpersteine Hauptstraße 14, Annweiler Falls du dabei helfen möchtest, erklärt die Anleitung , wie das geht. BW         |
| Altenstraße 3 ·         | Otto Levy Jg. 1900                     | Flucht 1936 USA | Bild gesucht Die Wikipedia wünscht sich an dieser Stelle ein Bild vom Ort mit diesen Koordinaten 49.203283 7.961754 . Motiv: Stolpersteine Altenstraße 3, Annweiler Falls du dabei helfen möchtest, erklärt die Anleitung , wie das geht. BW          |
| Altenstraße 3 ·         | Dorothea Levy geb. Levy Jg. 1905       | Flucht 1936 USA | Bild gesucht Die Wikipedia wünscht sich an dieser Stelle ein Bild vom Ort mit diesen Koordinaten 49.203283 7.961754 . Motiv: Stolpersteine Altenstraße 3, Annweiler Falls du dabei helfen möchtest, erklärt die Anleitung , wie das geht. BW          |
| Altenstraße 3 ·         | Sarah Levy geb. Fröhlich Jg. 1875      | Deportiert 1940 Gurs Schicksal unbekannt                                                                                   | Bild gesucht Die Wikipedia wünscht sich an dieser Stelle ein Bild vom Ort mit diesen Koordinaten 49.203283 7.961754 . Motiv: Stolpersteine Altenstraße 3, Annweiler Falls du dabei helfen möchtest, erklärt die Anleitung , wie das geht. BW          |
| Zweibrücker Straße 16 · | Julius Samuel Jg. 1878                 | Flucht 1935 USA | Bild gesucht Die Wikipedia wünscht sich an dieser Stelle ein Bild vom Ort mit diesen Koordinaten 49.204732 7.960557 . Motiv: Stolpersteine Zweibrücker Straße 16, Annweiler Falls du dabei helfen möchtest, erklärt die Anleitung , wie das geht. BW  |
| Zweibrücker Straße 16 · | Augusta Samuel geb. Stahlbühl Jg. 1881 | Flucht 1935 USA | Bild gesucht Die Wikipedia wünscht sich an dieser Stelle ein Bild vom Ort mit diesen Koordinaten 49.204732 7.960557 . Motiv: Stolpersteine Zweibrücker Straße 16, Annweiler Falls du dabei helfen möchtest, erklärt die Anleitung , wie das geht. BW  |
| Zweibrücker Straße 16 · | Anneliese Samuel Jg. 1913              | Flucht 1935 USA | Bild gesucht Die Wikipedia wünscht sich an dieser Stelle ein Bild vom Ort mit diesen Koordinaten 49.204732 7.960557 . Motiv: Stolpersteine Zweibrücker Straße 16, Annweiler Falls du dabei helfen möchtest, erklärt die Anleitung , wie das geht. BW  |
| Prof.-Naegle-Platz 2 ·  | Rosa Mansbach geb. Löb Jg. 1879        | Unfreiwillig verzogen 1937 Bruchsal Deportiert 1940 Gurs Schicksal unbekannt                                               | Bild gesucht Die Wikipedia wünscht sich an dieser Stelle ein Bild vom Ort mit diesen Koordinaten 49.204613 7.964844 . Motiv: Stolpersteine Prof.-Naegle-Platz 2, Annweiler Falls du dabei helfen möchtest, erklärt die Anleitung , wie das geht. BW   |
| Valentin-Ort-Straße 1 · | Valentin Ort Jg. 1905                  | Im Widerstand / SPD Schutzhaft 1933 Gefängnis Landau 1935 U-Haft Annweiler „Landesverrat“ Flucht 1935 Frankreich, Algerien | Bild gesucht Die Wikipedia wünscht sich an dieser Stelle ein Bild vom Ort mit diesen Koordinaten 49.2081388 7.976348 . Motiv: Stolpersteine Valentin-Ort-Straße 1, Annweiler Falls du dabei helfen möchtest, erklärt die Anleitung , wie das geht. BW |
| August-Bebel-Straße 1 · | Friedrich Hofäcker Jg. 1888            | Im Widerstand / SPD Schutzhaft 1933 Gefängnis Annweiler Flucht 1933 Frankreich Versteckt überlebt                          | Bild gesucht Die Wikipedia wünscht sich an dieser Stelle ein Bild vom Ort mit diesen Koordinaten 49.202226 7.955204 . Motiv: Stolpersteine August-Bebel-Straße 1, Annweiler Falls du dabei helfen möchtest, erklärt die Anleitung , wie das geht. BW  |